# 김미화
김미화(한국 한자: 金美花, 본명: 박미화,  1964년 9월 22일~)는 대한민국의 희극인, 방송인이다. 1984년 제2회 KBS 개그콘테스트로 데뷔하였다.

## 생애
경기도 용인군 기흥면 신갈리(현 용인시 기흥구 신갈동)에서 태어나 서울특별시 성북구 수유동(현 강북구 수유동)에서 자랐다. 1982년 제 1회 KBS 코미디언 시험장에 교복차림으로 응시했으나 "학생은 안 된다"는 말에 발길을 돌렸다. 결국 다음 해인 1983년 고등학교 졸업 후 관광회사 경리직원으로 취직했다가 3개월 만에 그만둔 뒤 그 해 제 3회 MBC 라디오 개그 콘테스트를 통해 데뷔했으나 출연료 문제 탓인지 스스로 포기하여 관광회사 경리직원으로 되돌아갔다.
1984년 KBS TV 개그콘테스트에서 은상을 수상하여 본격적인 데뷔를 했고 그 이후 《젊음의 행진》, 《유머1번지》에서 활약하다가 1987년 《쇼 비디오 자키》에서 김한국과 콤비를 이뤄 연기한 《쓰리랑 부부》, 일명 "순악질 여사"라는 캐릭터로 큰 인기를 끌었다. 이후, 1991년 가을 SBS로 자리를 옮겼으나 건강상의 이유 때문에 활동을 중단했다.
다음 해인 1992년 7월부터 본격적으로 활동을 재개했으며 1995년 가을 프리랜서를 선언했고 1999년 SBS 개그맨실장을 역임했으며 그 이후에는 KBS 《TV 책을 말하다》, SBS 《김미화의 U》등 교양프로그램 진행자로 활동하였으며, SBS 《뷰티풀 라이프》 등 예능버라이어티 진행자로도 활동하였다.
1999년 9월 11일 《개그콘서트》를 기획하였으며, 2000년 가을개편 때 《개그콘서트》에서 잠정 하차했다가 다음 해 5월 중순 이 프로그램에 복귀했지만 결국 2002년 가을 하차하였다. 2001년에 늦깎이 대학생으로 성균관대학교 사회과학부에 입학, 2005년에 졸업했다. 2003년 3월 24일에는 배우 정진영 등과 함께 국회의사당 앞에서 이라크 전쟁 반대 1인 시위를 벌였다. 2013년에는 경기도 용인시에 까페 호미를 개업하였다.
종교는 천주교이며 가수 이선희, 방송인 이금희와 절친한 친구 관계이다. 1986년 김 모씨와 결혼하여 슬하에 두 딸을 두었으나 2005년 이혼하였고, 2007년 자신과 마찬가지로 두 자녀를 둔 윤승호와 재혼하였다.

## 학력
- 서울우이초등학교 (졸업)
- 신경여자중학교 (졸업)
- 신경여자실업고등학교 (졸업)
- 성균관대학교 사회과학부 사회복지학과 (졸업)
- 성균관대학교 언론정보대학원 광고홍보 전공 석사과정 (졸업), 언론학 석사
  - 학위논문명 - ’연예인 평판이 방송연출자의 진행자 선정에 미치는 영향’ : ‘버라이어티 진행자 강호동과 유재석을 중심으로‘
- 성균관대학교 대학원 동양철학과 박사과정 (수료)

## 출연작

### 코미디
- KBS2 《유머 1번지》 - ’알딸딸’, ’밤이면 밤마다’
- KBS2 《쇼 비디오 자키》 - ’쓰리랑 부부’, ’VJ 법정 최변호사·김변호사’
- KBS2 《웃는 날 좋은 날》 - ’신혼일기’
- KBS2 《쓰리랑 가족》 - 김한국과 공동출연
- KBS2 《쇼 비디오 자키》 - 최양락과 공동진행
- KBS2 《한바탕 웃음으로》 - 순악질 50년후 조금산과 공동출연
- SBS 《코미디 전망대》 - ’김미화의 임산부 칼럼’ / ’김미화의 시청자 상담’ / ’김미화의 얘기방’ / ’김미화의 행복하소서’ 진행
- SBS 《토요일 7시 웃으면 좋아요》 - ’삼순이 브루스’ (방송사 화장실 청소부 역) / ’아파트 24시’ / ’김춘향전’ (춘향 역)
- SBS 《초특급 꾸러기 대행진》 - ’아기 꾸러기 병국이’ 진행 / ’신동엽의 스타도전’ '김장소동'편 출연
- SBS 《깜짝 비디오 쇼》 - ’발힘대결’ (이경애·신동엽·설운도·방실이와 공동 출연)
- SBS 《열려라 웃음천국》 - ’여고시절’ (김말자 역)
- SBS 《웃으며 삽시다》 - ’김미화의 클레오 파툴라’ / ’누나야 열두평 사람들’ (이봉원과 공동 출연)
- KBS 《서세원 김미화의 코미디 세상만사》 - ’별꼴부부 부부탐구’ / ’사미인곡’ / ’천호동 부르스’ / ’이밤의 끝을잡고’ / ’수다맨’ 출연
- SBS 《개그 드라마 두포졸》 - 남장공주 역
- SBS 《코미디 대전》
- SBS 《코미디 펀치펀치 또순이를 아시나요》 - 남장공주 역
- KBS 《슈퍼 선데이 금촌댁네 사람들》 - 제2대 금촌댁 역
- SBS 《폭소 하이스쿨 사랑의 양호실》 - 양호 선생님 역
- KBS2 《코미디 뮤지컬 홍도 VS 곰손》
- SBS 《황》 - 곰손 역
- SBS 《코미디 살리기》 - 최양락·임하룡과 공동진행(7회(99년 9월 13일) 만에 최양락과 동반 하차)
- KBS2 《개그콘서트》 - ’개그법정’, ’사바나의 아침’, ’봉숭아학당’
- SBS 《웃는밤 좋은밤》 - 유정현 아나운서와 공동진행

### 예능
- 《서울 올림픽 100일 특집 입체쇼 아이러브 서울》 쓰리랑 부부 남편 김한국과 출연
- KBS2 가족 오락관 게스트
- KBS2 퀴즈탐험 신비의 세계 게스트
- KBS2 새해맞이 올스타 총출동 게스트
- KBS2 대행진 게스트
- MBC 퀴즈여행 달려라 지구촌 게스트
- KBS1 TV유치원 하나 둘 셋 출연
- KBS2 토요 대행진 이봉원과 공동출연
- SBS 알뜰살림 장만퀴즈 김학래와 공동진행
- SBS 쇼 서울 서울 이덕화와 공동진행
- SBS 추석특집 초능력의 세계 미스타 마릭 게스트
- SBS 추석특집 올스타 총출동 게스트
- SBS 스타와 만나요 출연
- SBS 독점 연예정보 '스타,스타 진행
- SBS 달리는 TV 그것을 찾아라 방송인 이영현과 공동진행
- SBS 코미디 가요대상 서세원과 공동진행
- SBS 빙글빙글 퀴즈 게스트
- SBS 대통령 취임 경축 음악회 게스트
- SBS 독점 연예정보 스타탐험 게스트
- SBS 대결! 2040 게스트
- SBS 코미디 총출동
- SBS 스타와 이밤을 - 테마 토크쇼 출연
- SBS 좋은 친구들 신토불이 뮤직비디오 - 이봉원과 미국가수 프린스의 when doves cry 뮤직비디오 패러디
- KBS2 밤과 음악사이 출연
- SBS 캠퍼스 트로트 가요제 베이시스 REF - 홍록기 김경식과 공동출연
- MBC 세일즈 특급 세계로 세계로 - 한선교와 공동진행
- SBS 설날 특집 기록 파괴
- SBS 고부 노래자랑
- SBS 이문세 라이브 당신의 선택
- SBS 빙고9
- 동아TV 김미화의 쇼 미시공화국 - 진행
- SBS 황수관 김미화의 해피타임 (파일럿)
- SBS 뷰티풀 라이프
- EBS 헬로 핑키 펑키
- KBS2 쇼 파워 비디오 - 공동진행
- SBS 토요일이 온다 - 공동진행
- SBS 재미있는 TV 천국 - 공동진행
- SBS 가족만세 - 공동진행
- SBS 유쾌한 가족만세 - 공동진행
- SBS 땡큐
- MBC 미스터리 음악쇼 복면가왕 참가자 (소원을 말해봐~♬ 일출소녀!)
- KBS1 박원숙의 같이 삽시다 시즌 2

### 시사교양
- KBS2 《체험 삶의 현장》
- KBS2 《TV는 사랑을 싣고》
- KBS2 《행복이 가득한 집》
- SBS 《김미화의 U》
- KBS 창원1TV 《김미화의 시사카페》
- 대구MBC·광주MBC 《영호남 지역공감 토크쇼 달빛소화제》
- MBN 《속풀이쇼 동치미》
- MBC 《MBC 스페셜》 768회 : 2018 언니는 살아있다
- KBS1 《아침마당》 8129회[9] 화요초대석 - 대중을 웃길 때 가장 행복한 여자  (1부), 8722회[10] 텃밭 가꾸는 아내, 음악에 빠진 남편 이 부부가 사는 법!
- KBS 《TV쇼 진품명품》
- EBS 《알고 싶은 성 아름다운 성》 (김성아 내일여성센터 부설 영등포 아우성센터 소장과 함께 진행)
- KBS1 《다큐 인사이트 - 만나 뵙게되어 영광입니다》 - 출연, 내레이션

### 라디오
- 1992년 KBS 제2FM 《FM 대행진》 일요 DJ
- KBS 제2라디오 《안녕하세요 황인용 김미화입니다》
- MBC 표준FM 《김미화의 세계는 그리고 우리는》
- CBS 표준FM 《김미화의 여러분》
- 교통방송 《김미화의 유쾌한 만남》
- 교통방송 《김미화, 나선홍의 유쾌한 만남》

### 드라마
- 2020년 JTBC 《쌍갑포차》 (특별출연)
- 2023년 tvN 《반짝이는 워터멜론》 병호 모 역 (특별출연)

### CF
- 1985년 청보식품 영라면 - 이주일과 함께 출연.
- 1987년 대왕실업 산도깨비수퍼바이오
- 1988년 SC존슨 에프킬라 - "쇼 비디오 쟈키 - 쓰리랑 부부" 팀으로 출연.
- 1988년 한성기업 왕오징어 - "쇼 비디오 쟈키 - 쓰리랑 부부" 팀으로 출연.
- 1988년 비락 비락 짜장 - "쇼 비디오 쟈키 - 쓰리랑 부부" 팀으로 출연.
- 1988년 LG전자 OK 세탁기 - "쇼 비디오 쟈키 - 쓰리랑 부부" 팀으로 출연.
- 1988년 기린 쌀로 양파 & 쌀로 새우 - "쇼 비디오 쟈키 - 쓰리랑 부부" 팀으로 출연.
- 1989년 대왕실업 산도깨비 - "쇼 비디오 쟈키 - 쓰리랑 부부" 팀으로 출연.
- 1989년 체리부로 처갓집 양념 통닭 - "쇼 비디오 쟈키 - 쓰리랑 부부" 팀으로 출연.
- 1990년 동화약품 위쿨 - "쇼 비디오 쟈키 - 쓰리랑 부부" 팀으로 출연.
- 1992년 비락 비락 일품 알파 단팥죽 - "유머 1번지 - 밤이면 밤마다" 팀으로 출연.
- 1993년 삼성전자 삼성 바이오 냉장고 "칸칸" - 김한국과 함께 출연.
- 1993년 정식품 스포닉스
- 1993년 해태제과 찡오야
- 1994년 유베라 유아복
- 1995년 ~ 1996년 옥시레킷벤키저 (노란 옥시크린, 냄새먹는 하마, 다림질 박사 등)
- 1998년 현대건설 현대개봉훼미리타운
- 1999년 카오 에포존
- 2000년 농심 매코미
- 2000년 에스디앤
- 2008년 신한생명
- 2008년 복권위원회
- 2009년 동원F&B 천지인
- 2013년 체제 만들기
- 2016년 흥국생명보험
- 2016년 씨스팜

## 주요 경력
- 1984년 : KBS 2기 공채 개그맨
- 1997년 : 유니세프 한국위원회 카드후견인
- 2000년 : 인터넷방송국 요요TV 제작이사
- 여성재단 홍보대사
- 여성단체연합 홍보대사
- 2002년 : 녹색연합 홍보대사
- 2003년 : 세계청년봉사단(KOPION) 홍보대사
- 2003년 : MBC 시청자위원회 위원
- 유니세프 한국위원회 특별대표
- 사랑의 삼각끈 운동본부 본부장
- 2006년 8월 : 취업 홍보대사
- 2007년 3월 : 서울특별시 홍보대사
- 2007년 7월 : 사랑의 열매 홍보대사
- 2007년 11월 ~ 2011년 12월 : 국가인권위원회 홍보대사
- 2009년 3월 : 다일공동체 홍보대사
- 2009년 4월 : 제3회 제주세계델픽대회 홍보대사
- 2010년 9월 : 민선5기 서울시 홍보대사
- 2011년 4월 : 경기국제항공전 홍보대사
- 2012년 8월 : 희망서울 홍보대사
- 2014년 8월 : 한국백혈병환우회 홍보대사

## 수상 경력
- KBS 개그콘테스트 은상(1983년)
- KBS 코미디대상 연기상(1988년)
- 제25회 백상예술대상 TV여자예능상(1989년)
- KBS 코미디대상 대상(1990년)
- KBS 코미디대상 연기상(1991년)
- 제18회 한국방송대상 여자코미디언상(1991년)
- SBS 연기대상 코미디부문 최우수연기상(1993년)
- SBS 연기대상 코미디부문 우수연기상(1995년)
- 오늘의 젊은 예술가상(1998년, 대중예술부문)
- 기자들이 뽑은 2001년 최고의 선행 연예인(2002년)
- 제38회 백상예술대상 TV여자예능상(2002년)
- MBC 연기대상 라디오 우수상(2004년)
- 제2회 MBC 올해의 우리말지기상(2008년, 라디오부문)
- 이웃 유공자 포상식 대통령 표창(2009년)
- 제10회 국회대상 올해의 라디오프로그램상(2009년)
- 보건복지부장관상(2011년)
- 제10회 언론인권상 특별상(2012년)

## 저서
- 1993년 수필집 《하루라도 웃지 않은 망친 날이다》
- 2012년 《웃기고 자빠졌네》

## 유행어
| “ | 음메, 기살어 | ” |
|   | — 쓰리랑부부 |   |

| “ | 야, 넌 또 왜 끼어들어? | ” |
|   | — 봉숭아학당           |   |

## 논란

### 'KBS 블랙리스트' 파문
- 2010년 7월 6일 오전 7시께 자신의 트위터를 통해 KBS 내부에 출연금지문건이 존재하고 돌고 있기 때문에 자신이 출연이 안 된다며 소위 'KBS 블랙리스트'에 대해 언급하였다.
- 이에 대해 KBS는 김미화의 근거 없는 추측성 발언은 명예훼손에 해당된다며 소송을 제기했다.[11]

- 한편, 김미화는 2010년 4월 4일에 방송된 다큐멘터리 3일에서 내레이션을 맡았고, 그녀의 내레이션은 KBS 내부적으로 부정적인 평가를 받았다.
- 그녀에 의해 제기된 'KBS 블랙리스트' 존재에 대한 의혹과 맞물려 당시 평가가 외압에 의한 것이 아닌가하는 의구심을 사게된다.

- 이에 KBS 심의평가실 측에선, 당시의 평가 결과를 공개하며 "해당 방송분의 심의지적 내용은 내레이션의 호흡과 발음이 지나치게 작위적이면서 띄어 읽기의 정확성이 떨어지고 부자연스러웠다는 것이었다"며 "따라서 심의평가실은 시청자의 관심을 끌기 위해 인기 연예인을 다큐멘터리 내레이터로 기용하는 최근의 제작풍토에 신중을 기할 필요가 있다고 지적했다"고 밝혔다.

- 이어 "해당 프로그램의 내레이션에 대한 심의지적은 방송법을 준수하기 위해 방송심의규정에 의해 행해진 정당한 방송법 준수 업무였다."며 이번 블랙리스트 등 외압론에 대해 "KBS 심의실에서는 이것이야말로 불순한 의도로 방송에 개입하려는 것이며 방송의 독립성을 침해하려는 행위라고 보고 있다"고 덧붙였다.[12] 더불어 "다시 한 번 강조하지만 김미화의 '다큐 3일' 내레이션에 대한 심의지적은 '방송의 자유와 독립을 보장하고 방송의 공적 책임을 높임으로써 시청자의 권익보호와 민주적 여론형성 및 국민문화의 향상을 도모하고 방송의 발전과 공공복리의 증진에 이바지함을 목적'으로 하는 방송법에 따른 정당한 업무였습니다"라고 덧붙였다.

- 그 후 KBS 측이 고소한 명예훼손건의 경찰조사과정에서 김미화가 자신의 남편인 윤승호 교수를 '연예가중계'에 출연시켜달라고 4~5차례 부탁했고 해당 프로그램의 이현숙 작가가 이를 거절하는 과정에서 'KBS 블랙리스트' 파문이 불거졌음이 밝혀졌다.[13]

김미화는 작가가 'KBS 블랙리스트'의 존재를 언급하였다고 주장하였으나, 작가는 이를 부인하였으며 김미화에게 명예훼손, 허위사실 유포, 불법녹취에 대한 사과를 요구하였다.

### 2018년 평창 동계 올림픽 논란
- 2018년 평창 동계 올림픽 개막식 중계 방송 도중에 문화방송 해설위원으로 나선 희극인 김미화는 "2018년 평창 동계 올림픽이 잘 안되길 바랐던 분들도 계실 텐데 그분들은 평창에 내린 눈이 진짜 다 녹을 때까지 손들고 서 계셔야 합니다.", "아프리카 선수들은 지금 눈이라고는 구경도 못 해봤을 것 같은데요."와 같이 부적절한 발언을 하여 논란이 되기도 했다.또한 김미화는 자신의 SNS에 자신에 대한 비판을 회피하는 듯한 사과 메시지를 올려 시청자들의 비판을 받았다.

## 참고 사항
- 여동생이 후배 개그우먼 정선희와 같은 학교를 다니기도 했다.[15]
- 2007년 8월 방영 예정이었던 Xports 골프드라마 <홀인원>으로 정극 드라마 나들이를 할 예정이었으나[16] 이런저런 사정으로 무산되었다.
- 배우 김희애의 초등학교-중학교 선배이다.